# Todd Young

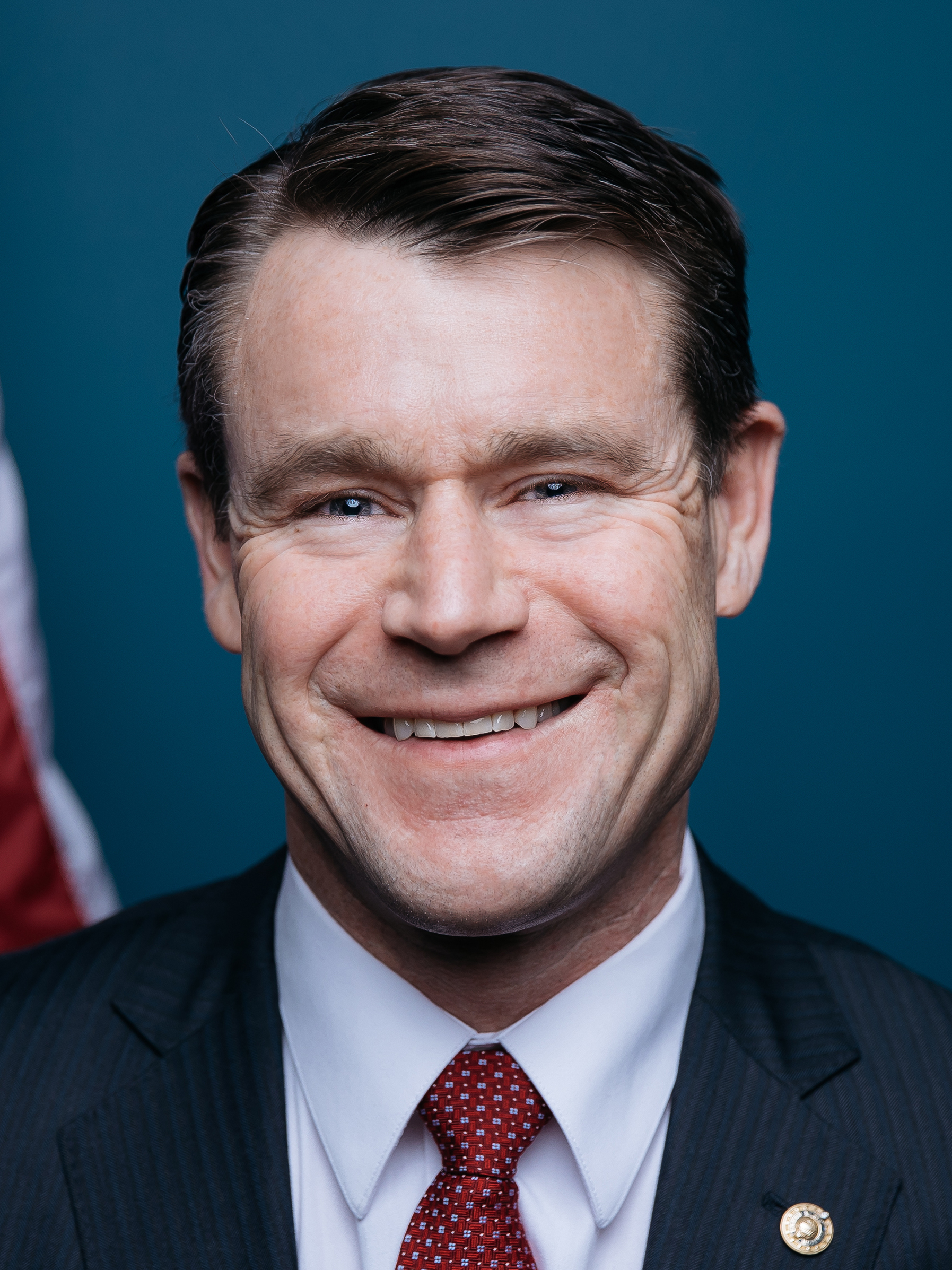
Todd Young (2017)

Todd Christopher Young (* 24. August 1972 in Lancaster, Pennsylvania) ist ein US-amerikanischer Politiker. Von 2011 bis 2017 vertrat er den Bundesstaat Indiana im US-Repräsentantenhaus. Im Januar 2017 wechselte er innerhalb des Kongresses in den Senat der Vereinigten Staaten.

## Werdegang
Todd Young wurde am 24. August 1972 in Lancaster (Pennsylvania) als zweites dreier Kinder geboren. Seine Eltern sind Nancy R. (geborene Pierce) und Bruce H. Young. Danach zog seine Familie ins Marion County (Indiana), bevor sie ins benachbarte Hamilton County umsiedelten. Dort besuchte Young öffentliche Schulen. An seiner Schule, der Carmel High School, spielte er Fußball. In den Jahren 1990 und 1991 diente er in der US Navy. Danach studierte er bis 1995 an der US-Marineakademie in Annapolis (Maryland); anschließend diente er zwischen 1995 und 2000 im United States Marine Corps. Außerdem studierte er noch an der University of Chicago und der University of London in der britischen Hauptstadt. Nach einem anschließenden Jurastudium an der Indiana University und seiner 2006 erfolgten Zulassung als Rechtsanwalt begann er in diesem Beruf zu arbeiten. Von 2007 bis 2010 war er stellvertretender Staatsanwalt im Orange County.
Politisch schloss sich Young der Republikanischen Partei an. In den Jahren 2001 bis 2003 arbeitete er für US-Senator Richard Lugar. Bei den Kongresswahlen des Jahres 2010 wurde er mit 52,2 Prozent der Stimmen im neunten Wahlbezirk von Indiana in das US-Repräsentantenhaus in Washington, D.C. gewählt, wo er am 3. Januar 2011 die Nachfolge des ihm zuvor unterlegenen Demokraten Baron Hill antrat. Todd Young war zwischenzeitlich Mitglied im Streitkräfteausschuss und im Haushaltsausschuss sowie in zwei Unterausschüssen. Später wurde er Mitglied im Committee on Ways and Means und in zwei von dessen Unterausschüssen. 2011 nahm Young mit dem Kieler Politologen Sebastian Bruns einen deutschen Stipendiaten des German Marshall Fund of the United States als militär- und sicherheitspolitischen Referenten auf. Nach zwei Wiederwahlen konnte er sein Mandat bis zum 3. Januar 2017 ausüben.
Im November 2016 wurde Young gegen den Demokraten Evan Bayh in den US-Senat gewählt. Dort trat er am 3. Januar 2017 als Nachfolger von Dan Coats sein sechsjähriges Mandat an. Young wurde 2022 wiedergewählt. In den letzten Jahren erarbeitete sich Young den Ruf, zwar ein konservativer, jedoch lösungsorienter Politiker zu sein. So arbeitete er aktiv an mehreren parteiübergreifenden Gesetzesvorhaben mit, unter anderem einem das die Halbleiterherstellung in den USA ankurbeln solle. Aufgrund gelegentlicher Zusammenarbeit mit den Demokraten wurde er bereits mehrmals vom rechten Flügel der Republikaner kritisiert, beispielsweise wegen seiner Zustimmung zur Ehe für Alle (dem Respect for Marriage Act im Herbst 2022), weswegen Young von der Republikanischen Partei Indianas öffentlich gemaßregelt wurde.
Mit seiner Frau Jennifer hat er vier Kinder; die Familie lebt in Bloomington.